# دينو مرلين

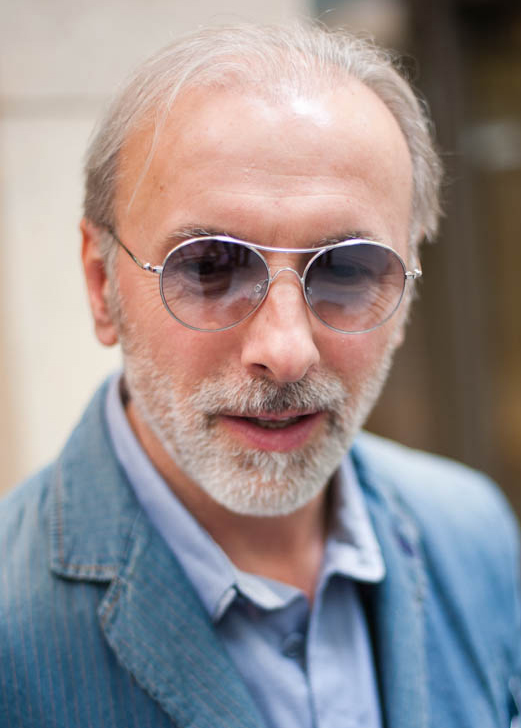

دينو مرلين واسمه الحقيقي ادين درويشخالدوفيتش (ولد 12 سبتمبر 1962) فنان ومخرج وموسيقار بوشناقي بارز منذ الثمانينيات، كتب أول نشيد وطني لجمهورية البوسنة والهرسك بعد استقلالها «يدنا سي يدانا». ويُعد أحد أشهر فناني يوغوسلافيا السابقة، وله حضوره عند كافة عرقياتها بالمهجر (في الولايات المتحدة وتركيا والنرويج والسويد وألمانيا والنمسا وغيرها).

## روابط خارجية
- دينو مرلين على موقع IMDb (الإنجليزية)
- دينو مرلين على موقع ميوزك برينز (الإنجليزية)
- دينو مرلين على موقع أول ميوزيك (الإنجليزية)
- دينو مرلين على موقع ديسكوغز (الإنجليزية)

- الموقع الرسمي